# Ribeira do Meio (Lajes do Pico)
Ribeira do Meio é uma localidade portuguesa da freguesia da Lajes, concelho da Lajes do Pico, ilha do Pico, arquipélago dos Açores.
Este povoado encontra-se próximo às localidades da Silveira, do Soldão, da Ribeira do Cabo, da Almagreira, da Ribeira de Cima, da Ribeira de Baixo e do lugar das Terras.